# Campylocentrum micranthum

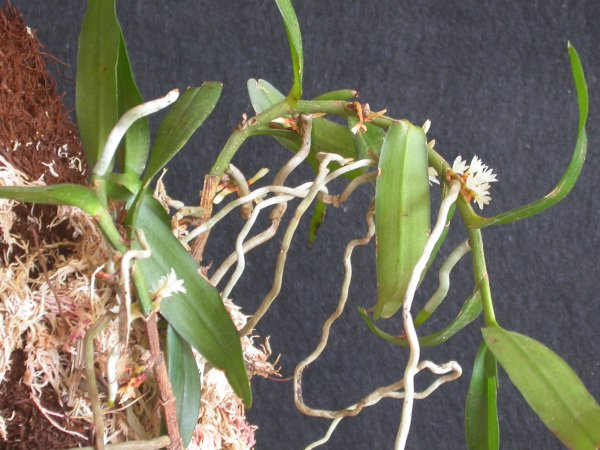
Campylocentrum micranthum - planta.

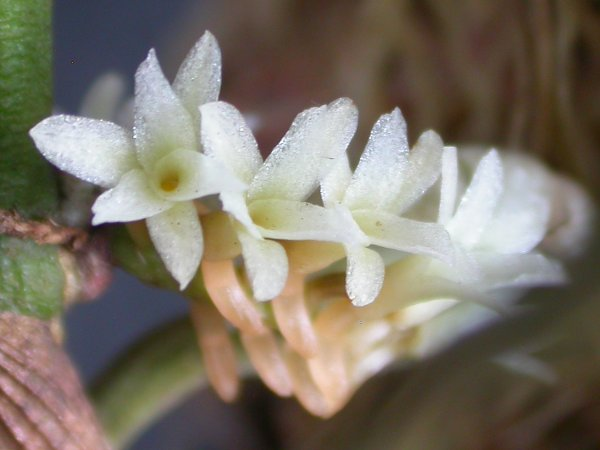
Campylocentrum micranthum - inflorescência de espécime com flores dísticas.

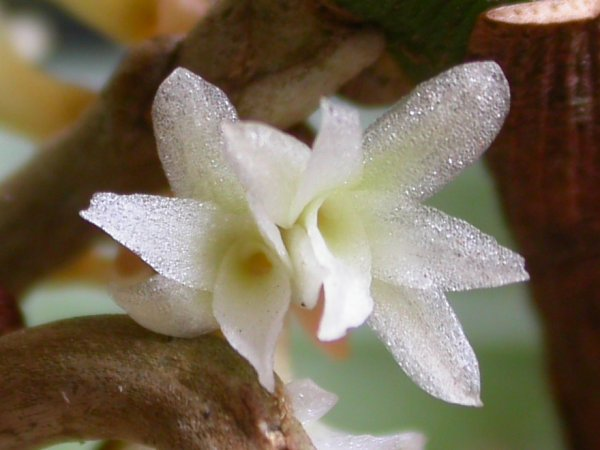
Campylocentrum micranthum - flores.

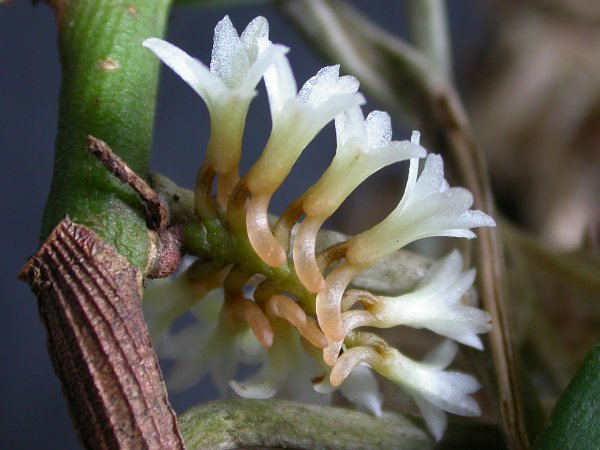
Campylocentrum micranthum - flores, mostrando o nectário.

Campylocentrum micranthum é uma espécie de orquídea, família Orchidaceae, que habita 24 países da América tropical. No Brasil é citado para todos os estados das regiões norte e sudeste, além do Maranhão, Pernambuco, Bahia, Sergipe, Mato Grosso, e Goiás.

## Descrição
É uma pequena planta epífita, monopodial, com caules alongados, folhas dísticas, e inflorescência racemosa com flores minúsculas, de cor branca, de sépalas e pétalas livres, e nectário na parte de trás do labelo. Pertence ao grupo de espécies de inflorescências mais curtas que as folhas. O conceito atual desta espécie é um tanto amplo e inclui muitos sinônimos, tanto com flores dísticas como flores orientadas para um mesmo lado da inflorescência. Deposis de mais estudos, é possível que estas espécies venham a ser separadas novamente e a ocorrência de cada uma das duas tenha de ser revisada.

## Histórico
O Angraecum micranthum, publicado por John Lindley em 1835 foi a primeira espécie, hoje classificada neste gênero, a ser descrita. Sua origem era incerta. Como todas as espécies aparentadas com Angraecum então conhecidas eram africanas, Lindley pensou ser esta também originária deste continente. Hoje, com a ajuda da genética molecular, estima-se que tenha sido coletada no Suriname.
Por muito tempo foi considerado a espécie-tipo de Campylocentrum porém uma série de confusões impossibilita que seja: Em 1845, quando Rich. & Galeotti propuseram o estabelecimento do gênero Todaroa para abrigar as espécies de Campylocentrum até então descritas, enganaram-se ao confundir o Angraecum micranthum descrito por Lindley, o qual designaram como espécie-tipo, com o Campylocentrum schiedei, que viria a ser descrito somente muitos anos depois por Reichenbach.. Em 1881, Bentham propôs o nome Campylocentrum em substituição a Todaroa, no entanto, falhou ao não fazer uma nova combinação para o Angraecum micranthum no gênero Campylocentrum. Em 1903, quando Rolfe publicou o nome, teve o cuidado de referir-se ao espécime publicado por Lindley, entretanto não percebeu que Maury já publicara esta combinação em 1889, referindo-se ao espécime errado publicado por Richard e Galeotti. Pelas regras vigentes, a espécie-tipo deste gênero deve ser o Campylocentrum schiedei.

## Publicação e sinônimos
- Campylocentrum micranthum (Lindl.) Rolfe, Orchid Rev. 9: 136 (1901).

Sinônimos homotípicos:
- Angraecum micranthum Lindl., Edwards's Bot. Reg. 21: t. 1772 (1835).
- Aeranthes micrantha (Lindl.) Rchb.f. in W.G.Walpers, Ann. Bot. Syst. 6: 900 (1864).
- Epidorkis micrantha (Lindl.) Kuntze, Revis. Gen. Pl. 2: 660 (1891).
- Mystacidium micranthum (Lindl.) T.Durand & Schinz, Consp. Fl. Afric. 5: 54 (1894).

Sinônimos heterotípicos:
- Angraecum brevifolium Lindl., Edwards's Bot. Reg. 26: t. 68 (1840).
- Aeranthes jamaicensis Rchb.f. ex Griseb., Fl. Brit. W. I.: 625 (1864).
- Angraecum jamaicense Rchb.f. & Wullschl. in W.G.Walpers, Ann. Bot. Syst. 6: 901 (1864).
- Campylocentrum jamaicense (Rchb.f. ex Griseb.) Benth. ex Fawc., Prov. List Pl. Jamaica: 40 (1893).
- Campylocentrum kuntzei Cogn. ex Kuntze, Revis. Gen. Pl. 3(2): 298 (1898).
- Campylocentrum barrettiae Fawc. & Rendle, J. Bot. 47: 127 (1909).
- Campylocentrum stenanthum Schltr., Repert. Spec. Nov. Regni Veg. 10: 486 (1912).
- Campylocentrum peniculus Schltr., Repert. Spec. Nov. Regni Veg. Beih. 17: 91 (1922).
- Campylocentrum mattogrossense Hoehne, Arq. Bot. Estado São Paulo, n.s., f.m., 1: 62 (1941).